# Ruta 8 (Uruguai)
A Ruta 8 (também designada como Brigadier General Juan Antonio Lavalleja) é uma rodovia do Uruguai que liga a cidade de Montevidéu a Aceguá, passando pelos departamentos de Montevidéu, Canelones, Lavalleja, Treinta y Tres e Cerro Largo. Na fronteira com o Brasil, se conecta à BR-153.
Foi nomeada pela lei 14361, de 17 de abril de 1975, em homenagem a Juan Antonio Lavalleja, político e militar uruguaio, líder dos Trinta e Três Orientais. Assim como outras estradas importantes do país, seu km 0 referencial é a Praça de Cagancha, situada em uma importante zona da capital do país.